# Rio Craicova
O Rio Craicova é um rio da Romênia, afluente do Crişul Alb, localizado no distrito de Arad.